# 奏法
奏法（そうほう）とは、楽器の演奏の仕方のことであるが、一般には、楽器の音の出し方がいくつかある時にそのそれぞれを指していう。なお、一般に、異なる高さの音を出すため、また、異なる強さを出すための音の出し方の違いは、奏法の違いと言わず、奏法が違うというときには音色の違いを目的とするのが普通である。
一般に、楽器は、その使い手集団（民族、文化圏など）の音楽的欲求を満たすために発達し、音楽的欲求を満たす音色を出すことを目指すから、音の出し方もその音楽的欲求を満たすことを目的として定まってゆく。しかしながら、どのような楽器でもいくつかの音の出し方が見いだしうるのが普通であり、それぞれに音楽的価値が見いだされれば、または、それぞれを使い分けることに音楽的価値が見いだされれば、異なる奏法が確立してゆくこととなる。
これらの中で最も有名なのがヴァイオリン属の楽器におけるピチカート奏法である。ヴァイオリン属の楽器は擦弦楽器であり、弓で弦をこすって音を出すことを本来の奏法とするが、わざわざギターなど撥弦楽器の演奏法である指ではじいて音を出す奏法を取り入れ、音色の変化を獲得したのである。
おもな、様々な楽器の本来の奏法でない奏法（伝統的な範囲）
- ヴァイオリン属の楽器のピチカート − 弦をはじく
- ヴァイオリン属の楽器のコル・レーニョ − 弦を弓の木の部分でこするかたたく
- 弦楽器のスルタスト − 本来の弦のこすったりはじいたりする部分より中央に近い部分をこすったりたたいたりする
- 弦楽器のスル・ポンティチェロ − 弦の端のごく近くをこすったりたたいたりする
- 弦楽器やフルートのハーモニクス（フラジオレット） − 倍音を奏する
- ホルンのゲシュトプフト − 右手を深く突き刺して鋭く弱い音を出す

現代音楽ではこれらの奏法に加え、より多彩な特殊奏法が求められる。そのうちのいくつかは共有の奏法として奏者の認識が確立している。代表的なものに木管楽器の重音奏法がある。詳しくは特殊奏法の項を参照。